# Martine Dugrenier
Martine Dugrenier, née le 12 juin 1979 à Laval, au Québec, est une lutteuse libre canadienne. Triple championne du monde en lutte libre dans la catégorie des moins de 67 kg, elle a représenté le Canada aux Jeux olympiques d'été de 2008 à Pékin et de 2012 à Londres.

## Biographie

### Jeunesse
Martine Dugrenier grandit dans le quartier Saint-François à Laval, au nord de Montréal. Pendant son adolescence, elle participe à la gymnastique artistique, esperant gagner une bourse à une université américaine. En raison d'une blessure au genou, elle doit rester au Québec.

### Éducation
Elle étudie au Vanier College où elle est introduite à la lutte lorsqu'elle trouve qu'il s'agissait de la seule classe d'éducation physique qui pouvait s'adapter à son horaire. Après avoir reçu son diplôme de Vanier College elle commence à étudier à l'Université Concordia où elle lutte pour les Concordia Stingers. Elle gagne la médaille d'or dans chacun de ses trois derniers championnats et est nommée l'athlète féminine de l'année de l'université chaque année entre 2002 et 2004. Elle obtient un BSc en thérapie du sport puis une diplôme d'études supérieures en administration sportive.

### Carrière
Entre 2005 et 2007, elle gagne la médaille d'argent dans chacun des championnats du monde de lutte dans la catégorie de 67 kg. Aux Jeux olympiques d'été de 2008, elle termine en 5e place dans la catégorie de 63 kg. La catégorie de 67 kg n'existait pas encore aux olympiques.
Six semaines plus tard, elle gagne la médaille d'or dans le championnat du monde dans la catégorie de 67 kg, et répète l'exploit lors des championnats du monde en 2009 et 2010. Elle participe aux Jeux olympiques d'été de 2012, dans lesquelles elle termine encore en 5e place dans la catégorie de 63 kg. Elle annonce sa retraite de la lutte en mai 2015 en raison d'une blessure au bras. Elle travaille actuellement comme professeure d'éducation physique au Vanier College, poste qu'elle occupe depuis 2009.

## Distinctions
- 2008 : Médaille de l'Assemblée nationale[7]